# Бешенцево
Бе́шенцево (рос. Бешенцево) — село у складі Первомайського району Алтайського краю, Росія. Входить до складу Логовської сільської ради.

## Населення
Населення — 165 осіб (2010; 145 у 2002).
Національний склад (станом на 2002 рік):
- росіяни — 96 %